# Crochiu
Crochiu este un film românesc din 1989 regizat de Mircea Bunescu.